# 达里厄斯·昆比
达流斯·昆比（Darius Quimby）是美国目前已知的第一位在执行任务时被杀害的执法人员。昆比警官在纽约奥尔巴尼县警官办公室工作。他于1791年1月3 日被杀害。他可能是一名志愿警官。
昆比警官在试图以非法入侵罪逮捕纽约州Stephentown的怀廷·斯威廷时被杀。
1790 年的一份人口普查显示，达里厄斯是当地以法莲·昆比 (Ephraim Quimby) 家族中的一员，其年龄也符合成为警察的要求。纽约州最高法院于1791年7 月开庭时宣判怀廷·斯威廷谋杀昆比警官的罪名成立，后者于 1791 年 8 月 26 日被绞死